# Kara Braxton
Kara Liana Braxton (Tallahassee, 18 febbraio 1983) è un'ex cestista statunitense, professionista nella WNBA.

## Carriera
Gioca dapprima a livello collegiale al Westview High School di Portland e successivamente con l'università di Georgia dove nel suo primo anno universitario viene nominata migliore giocatrice al primo anno (freshman). Dopo aver conseguito la laurea, Kara è la settima scelta assoluta nel draft 2005 dove viene ingaggiata dalle Detroit Shock. Sempre nello stesso anno dà alla luce suo figlio Jelani nato dalla relazione con il linebaker dei Cincinnati Bengals, Odell Thurman

### WNBA
È stata nominata WNBA's All-Rookie team nel 2005 dopo una stagione con 6,9 punti e 3,0 rimbalzi a partita che l'ha vista essere una riserva chiave per le Shock. Nel 2006 però, la sua carriera non prende la strada che tutti si aspettavano, i minuti a partita e i punti diminuiscono rispetto alla sua stagione d'esordio, tuttavia gioca un ruolo chiave nel titolo WNBA che le Shock vincono proprio in quella stagione.
Nel 2007 diventa il centro titolare delle Shock dopo la cessione di Ruth Riley alle San Antonio Silver Stars. Durante questa stagione colleziona un buon minutaggio con però soli 6 punti di media a incontro. Verso la fine della regular season nel 2007, la WNBA ha deciso di sospenderla per due partite, colpevole di essersi trovata alla guida in stato di ebbrezza.

### Europa
Quella di Schio è per lei la prima esperienza nel massimo campionato italiano, ma la seconda in ambito europeo. Infatti nelle ultime stagioni ha militato nella squadra polacca del Wisla Cracovia con la quale ha vinto il titolo polacco nelle stagioni 2005-06 e 2007-08 assieme a Candice Dupree.

## Palmarès
- 2 volte campionessa WNBA (2006, 2008)
- WNBA All-Rookie First Team (2005)